# Free Alongside Ship
Pour les articles homonymes, voir FAS.
FAS est un Incoterm qui signifie Free Alongside Ship
Dans cet incoterm, le vendeur paye le transport des marchandises jusqu'au port d'embarquement. L'acheteur paye les coûts d'embarquement, le transport principal maritime, l'assurance, les coûts de déchargement et de transport[Quoi ?] du port à son usine. Le transfert de risques a lieu quand les marchandises ont été livrées sur le quai du port d'embarquement.